# Isztanu
Isztanu (Ištanu(š) vagy Šimegi, hatti Eštan, luvi Tiwat, Tiwaz vagy Tijat) a hettiták egyik napistene. Egyes szerzők szerint Esztan nőnemű, vagyis istennő, és később Arinna napistennőjével azonosult. A magyar „isten” szóval feltűnő hangalaki hasonlóságot mutat.
Megnevezése: Isztanu, az Ég, felesége Vuruszemusz. Szerepet kap az Ullikummi-énekben, ő értesítette a Viharistent (Tarhuntaszt), hogy hatalmas kőszörnyet látott, visszafordult az égen, és elrohant Tarhuntaszhoz. Közli vele, hogy a kőszörny (Ullikummi) háborút szít a földön és égen, és az ügy nagyon komoly, éhezés és halál lesz belőle. A szöveg szerint a Napisten az ég és föld királya, de a Viharisten erősebb és hatalmasabb nála, hiszen ő irányítja magát az istenvilágot Kumarbi letaszítása óta.
A leghosszabb összefüggő szöveg a KUB 31,128. forráskidású, „Nagy naphimnusz” címen ismert dokumentum. A napkultuszok elterjedtek voltak a korai hettita időszakban, ilyen volt Arinna Napistennője is, és még több más napisten, de a hettita mitológia hurrizálódása során lassanként helyüket átvették a természeti erők istenei, köztük a legnagyobbként tisztelt Viharisten Tarhuntasz, később Teszub).